# Todd Anderson
Todd Anderson ist eine deutsche Hardcore-Punk-Band mit Emo- und Screamo-Einflüssen.

## Geschichte
Die Band Todd Anderson wurde von Florian Seebauer, Daniel Bubel, Alexander Gockel und Marco Seeger im Herbst 2004 in Marburg gegründet. Im Herbst 2005 kam Christoph Köhler als zweiter Gitarrist in die Band, musste diese jedoch aus Berufsgründen im Frühjahr 2006 wieder verlassen. Nach den Aufnahmen zu Wenn die Botenstoffe streiken stieß Thomas Blöcher als festes Bandmitglied zu Todd Anderson.
Todd Anderson‘s rauer, stürmischer Mix aus Punkrock und Hardcore äußert sich durch den Wechsel zwischen schroffen und melodischen Riffs, sowie langsamen und preschenden Parts.

„Dieses Wüten der Musik, gepaart mit einem Gesang, der einen stetigen Wechsel zwischen wütendem, oftmals verzweifeltem Geschrei und rauem Gesang vollzieht, sind das Markenzeichen der fünf Marburger.“

Das emotionale, leidenschaftlich-wütende Screamo von Todd Anderson erinnert an die Hardcore-Punk-Bands Escapado, Turbostaat, Pascow oder Captain Planet. Die Texte handeln von gesellschaftskritischen Themen.
Der Bandname Todd Anderson ist an die gleichnamige Hauptfigur des Films Der Club der toten Dichter angelehnt. Todd ist ein selbstständig denkender Mensch, der sich Konventionen widersetzt und Regeln zu brechen wagt.

## Diskografie

### Alben
- 2005: Kampfschwimmer (Demo-EP, DIY)
- 2007: Wenn die Botenstoffe streiken (CD: My Favourite Toy Records, LP: Roadmovie Productions)
- 2009: Zufluchtsort (Papership Records)
- 2016: Die Stille schreit nicht mehr (Midsummer Records)